# 에우오플로케팔루스
에우오플로케팔루스(Euoplocephalus)는 백악기 후기 미국과 캐나다에서 살았던 곡룡류 공룡이다.
에우오플로케팔루스의 첫번째 화석은 1897년 앨버타주에서 발견되었다. 1902년에, 그것은 "스테레오케팔루스"라고 이름 지어졌지만, 이미 한 곤충의 이름으로 정해져 있어서 1910년에 현재와 같은 이름으로 바뀌었다. 나중에, 더 많은 안킬로사우루스과의 잔해가 북아메리카의 캄파니아에서 발견되었다. 1971년에, 월터 코콤은 이 공룡들이 모두 에우오플로케팔루스에 속한다고 결론지었으나, 최근에 전문가들은 그 반대의 결론에 도달해, 에우오플로케팔루스 화석의 진짜 발견을 완전한 상태의 화석인 약 12개의 표본으로 제한했다.
에우오플로케팔루스는 길이가 6 미터 (240 in)이고 무게는 약 2.2톤이다. 대략적인 크기는 코뿔소의 약 2배 정도이다. 에우오플로케팔루스의 몸은 낮은 경사에 매우 평평하고 넓었으며, 네 개의 튼튼한 다리로 서 있었다. 뿔이 달린 짧고 처진 주둥이를 가지고 있었으며, 다른 안킬로사우루스과 마찬가지로 에우오플로케팔루스도 크고 높은 줄무늬의 타원형 비늘을 가지고 있었고 대부분 뼈로 된 갑옷으로 덮여 있었다. 목은 두개의 뼈 고리로 보호되었으며, 두꺼운 곤봉 모양의 꼬리를 사용하여 고르고사우루스와 같은 포식자들로부터 적극적으로 자신을 방어했다.